# Gustav Adolf Dahn
Gustav Adolf Dahn, född 13 juli 1884 i Skirö församling, Jönköpings län, död 22 juni 1969 i Göteborg, var en svensk friidrottare (stavhopp). Han vann SM-guld i stavhopp 1908. Han tävlade inom landet för IS Halmia.